# Lars Isak Hellman
Lars Isak Hellman, född 30 juli 1804 i Resele socken, död 7 juli 1860 i Överkalix socken, var en svensk präst.
Hellman var son till Johan August Hellman, sedermera kyrkoherde i Grundsunda socken. Modern avled i tuberkulos 1812 när Hellman och hans far befann sig i Härnösand, där fadern skulle avlägga pastoralexamen. Hellman genomgick Umeå trivialskola och studerade 1820–1824 vid Härnösands gymnasium. Under gymnasietiden arbetade han hos hovjuveleraren Per Wendbladhs familj i Sankt Petersburg.
Han blev student vid Uppsala universitet 1825, prästvigdes den 16 december 1827, tillträdde samma år som pastorsadjunkt i Nordingrå socken och skötte pastorsexpeditionen där efter kyrkoherden Abraham Renströms död 1834. Vidare blev han vice pastor i Selånger socken 1837, komminister i Sidensjö socken-Skorpeds socken 1838, avlade pastoralexamen 1846 samt utnämndes till kyrkoherde i Överkalix församling 1847 med tillträde 1850.
Hellman var gift med Sophia Johanna Thelaus, med vilken han hade sex barn. Sonen Lars Anders Hellman blev organist och skollärare i Åsele och sonen Carl Samuel Hellman kyrkoherde i Mo församling.